# Kabinetten-P.W. Botha
Zuid-Afrika kende in de periode tussen 28 september 1978 en 15 augustus 1989 twee kabinetten-P.W. Botha.
Op 28 september 1978 trad B.J. Vorster als premier af - hij werd president van Zuid-Afrika - en volgde Pieter Willem Botha hem als regeringsleider op. In 1984 vond er een grondwetswijziging plaats waarbij het premierschap verdween en werd vervangen door een uitvoerend presidentschap. Op 5 september 1984 werd Botha als president beëdigd. Het tweede kabinet-Botha telde ook één Indiër en één Kleurling (minister voor respectievelijk Indische Zaken en Kleurlingen Zaken) onder haar leden.

## Kabinet-P.W. Botha I
| Ministerspost | naam                                                                                            | partij | periode                                              |
| --- | ----------------------------------------------------------------------------------------------- | ------ | ---------------------------------------------------- |
| Minister-president | Pieter Willem Botha                                                                             | NP     | 1978 - 1984                                          |
| Minister van Buitenlandse Zaken | Pik Botha                                                                                       | NP     | 1978 - 1984                                          |
| Minister van Ontwikkeling en Samenwerking | Piet Koornhof                                                                                   | NP     | 1978 - 1984                                          |
| Minister van Financiën | Owen Horwood                                                                                    | NP     | 1978 - 1984                                          |
| Minister van Justitie | Jimmy Kruger Alwyn Schlebusch Kobie Coetsee                                                     | NP     | 1978 - 1979 1979 - 1980 1980 - 1984                  |
| Minister van Verdediging | Pieter Willem Botha Generaal Magnus Malan                                                       | NP     | 1978 - 1980 1980 - 1984                              |
| Minister van Binnenlandse Zaken | Alwyn Schlebusch Chris Heunis Frederik Willem de Klerk                                          | NP     | 1978 - 1980 1980 - 1982 1982 - 1984                  |
| Minister van Transport | Lourens Muller Chris Heunis Hendrik S. Schoeman                                                 | NP     | 1978 - 1979 1979 - 1980 1980 - 1984                  |
| Minister van Politie en Gevangeniswezen Minister van Recht en Orde                                                                                                | Jimmy Kruger Louis Le Grange                                                                    | NP     | 1978 - 1979 1979 - 1984                              |
| Minister van Landbouw en Visserij | Hendrik S. Schoeman Sarel Hayward                                                               | NP     | 1978 - 1982 1982 - 1984                              |
| Minister van Arbeid | Fanie Botha                                                                                     | NP     | 1979 - 1983                                          |
| Minister van Onderwijs en Vorming | Ferdinand Hartzenberg Dawie de Villiers                                                         | NP     | 1979 - 1982 1982                                     |
| Minister van Nationaal Onderwijs | Gerrit Viljoen                                                                                  | NP     | 1980 - 1984                                          |
| Minister van Toerisme | Louis Le Grange Andries Treurnicht                                                              | NP     | 1978 - 1979 1979 - 1980                              |
| Minister van Handel, Toerisme en Industrie | Dawie de Villiers                                                                               | NP     | 1980 - 1984                                          |
| Minister van Gemeentelijke Ontwikkeling | Stephanus Francois Kotzé                                                                        | NP     | 1980 - 1984                                          |
| Minister van Constitutionele Ontwikkeling | Chris Heunis                                                                                    | NP     | 1982 - 1984                                          |
| Minister van Openbare Werken | Louis Le Grange Andries Treurnicht                                                              | NP     | 1978 - 1979 1979 - 1980                              |
| Minister van Statistieken | Andries Treurnicht                                                                              | NP     | 1979 - 1982                                          |
| Minister van Waterstaat en Bosbouw | Abraham Raubenheimer                                                                            | NP     | 1978 - 1980                                          |
| Minister van Milieu en Energie (1978-1980) Minister van Milieu, Waterstaat en Bosbouw                                                                             | Chris Heunis Frederik Willem de Klerk Abraham Raubenheimer Cornelis van der Merwe Sarel Hayward | NP     | 1978 - 1979 1979 - 1980 1980 1981 - 1982 1982 - 1984 |
| Minister van Mijnbouw (1978-1980) Minister van Mijnbouw en Energie (1980-1984)                                                                                    | Fanie Botha Frederik Willem de Klerk Pietie du Plessis Daniel Steyn                             | NP     | 1978 - 1979 1979 - 1982 1982 - 1983 1983 - 1984      |
| Minister van Gezondheid | Schalk van der Merwe                                                                            | NP     | 1978                                                 |
| Minister van Sociale Zaken Minister van Sociale Zaken en Gezondheid Minister van Sociale Zaken, Gezondheid en Pensioenen Minister van Gezondheid en Sociale Zaken | Frederik Willem de Klerk Schalk van der Merwe Lourens Munnik Cornelis van der Merwe             | NP     | 1978 1978 - 1979 1980 - 1982 1982 - 1984             |
| Minister van Sport | Piet Koornhof Frederik Willem de Klerk                                                          | NP     | 1978 1978 - 1979                                     |
| Minister van Post- en Telegraafwezen | Henni Smit Frederik Willem de Klerk Lourens Munnik                                              | NP     | 1978 1978 - 1979 1982 - 1984                         |

## Kabinet-P.W. Botha II
| Ministerspost                                                                          | naam                                       | partij | periode                 |
| -------------------------------------------------------------------------------------- | ------------------------------------------ | ------ | ----------------------- |
| President                                                                              | Pieter Willem Botha                        | NP     | 1984 - 1989             |
| Minister van Buitenlandse Zaken                                                        | Pik Botha                                  | NP     | 1984 - 1989             |
| Minister van Ontwikkeling en Samenwerking Minister van Onderwijs                       | Gerrit Viljoen                             | NP     | 1984 - 1989             |
| Minister van Financiën                                                                 | Barend du Plessis                          | NP     | 1984 - 1989             |
| Minister van Justitie                                                                  | Kobie Coetsee                              | NP     | 1984 - 1989             |
| Minister van Verdediging                                                               | Generaal Magnus Malan                      | NP     | 1984 - 1989             |
| Minister van Binnenlandse Zaken                                                        | Frederik Willem de Klerk Stoffel Botha     | NP     | 1984 - 1985 1985 - 1989 |
| Minister van Transport                                                                 | Hendrik S. Schoeman Eli van der Merwe Louw | NP     | 1984 - 1986 1986 - 1989 |
| Minister van Recht en Orde                                                             | Louis Le Grange Adriaan Vlok               | NP     | 1984 - 1986 1986 - 1989 |
| Minister van Landbouw en Visserij                                                      | Jacob Johannes Greyling Wentzel            | NP     | 1984 - 1989             |
| Minister van Werkgelegenheid                                                           | Pietie du Plessis                          | NP     | 1984 - 1989             |
| Minister van Onderwijs en Cultuur                                                      | Piet Clase                                 | NP     | 1984 - 1989             |
| Minister van Mijnbouw en Energie                                                       | Daniel Steyn                               | NP     | 1984 - 1989             |
| Minister van Handel, Toerisme en Industrie                                             | Dawie de Villiers                          | NP     | 1984 - 1986             |
| Minister van Economische Zaken en Technologie                                          | Daniel Steyn                               | NP     | 1986 - 1989             |
| Minister van Constitutionele Ontwikkeling                                              | Chris Heunis                               | NP     | 1984 - 1989             |
| Minister van Begrotings Zaken en Sociale Zaken Minister van Begrotings Zaken en Arbeid | Dawie de Villiers Kent Durr                | NP     | 1986 - 1988 1988 - 1989 |
| Minister van Administratie en Privatisatie                                             | Dawie de Villiers                          | NP     | 1984 - 1989             |
| Minister van Openbare Werken                                                           | Lourens Munnik Pietie du Plessis           | NP     | 1984 - 1986 1986 - 1989 |
| Minister van Milieu                                                                    | John Wiley Gert Kotze                      | NP     | 1984 - 1986 1986 - 1988 |
| Minister van Gezondheid en Sociale Zaken                                               | Cornelis van der Merwe Willie van Niekerk  | NP     | 1984 - 1985 1985 - 1989 |
| Minister van Indische Zaken                                                            | Amichand Rajbansi                          | NPP    | 1984 - 1989             |
| Minister van Kleurlingen Zaken                                                         | Allan Hendrickse                           | LP     | 1984 - 1989             |